# Красавино (городское поселение)
Городско́е поселе́ние Краса́вино — упразднённое городское поселение в составе Великоустюгского округа Вологодской области.  В рамках организации местного самоуправления Великоустюгский район преобразован в муниципальный округ, в связи с чем все городские и сельские поселения округа упразднены и разделяются на территориальные отделы.
Административный центр — город Красавино.
Население по данным переписи 2010 года — 7479 человек, оценка на 1 января 2012 года — 7238 человек, оценка фактически проживающего населения на 2023 год — 5889 человек.
Включено в перечень монопрофильных муниципальных образований Российской Федерации (моногородов) в категорию муниципальных образований с наиболее сложным социально-экономическим положением (в том числе во взаимосвязи с проблемами функционирования градообразующих организаций).
На территории городского поселения Красавино находятся средняя общеобразовательная школа № 15, 4 детских сада, дом детского творчества, ДЮСШ, районная больница № 1, аптечный киоск, дом культуры и спорта, библиотеки взрослая, детская и научно-техническая при ОАО «Красавинский льнокомбинат им. В.Грибанова», детская школа искусств, дом-интернат для престарелых и инвалидов.

## История
Муниципальное образование «город Красавино» образовано 1 января 2006 года в соответствии с Федеральным законом № 131 «Об общих принципах организации местного самоуправления в Российской Федерации». В его состав кроме города Красавино вошли 6 деревень Красавинского сельсовета.

## Население
| 2011  | 2012  | 2013  | 2014  | 2015  | 2016  | 2017  |
| ----- | ----- | ----- | ----- | ----- | ----- | ----- |
| 7439  | ↘7238 | ↘7058 | ↘6864 | ↘6755 | ↘6647 | ↘6539 |
| 2018  | 2019  | 2020  | 2021  |       |       |       |
| ↘6532 | ↗6542 | ↘6407 | ↘6048 |       |       |       |

## Населённые пункты
В состав городского поселения входят 1 город и 6 деревень:
| Населённый пункт      | Расстояние до районного центра, км | Население (2010 год) |
| --------------------- | ---------------------------------- | -------------------- |
| деревня Бухинино      | 26                                 | 132                  |
| деревня Коробовское   | 25                                 | 3                    |
| деревня Королёво      | 25                                 | 3                    |
| город Красавино       | 24                                 | ↘5460                |
| деревня Новая Деревня | 25                                 | 42                   |
| деревня Новое Село    | 26                                 | 37                   |
| деревня Подгорье      | 26                                 | 15                   |

Фактическое население населённых пунктов территориального отдела в г. Красавино на 2023 год можно узнать на сайте администрации Великоустюгского округа.